# Brunnen (Rain)
Brunnen ist ein Gemeindeteil der Stadt Rain  im Landkreis Donau-Ries (Regierungsbezirk Schwaben, Bayern).

## Geographie
Die Einöde Brunnen liegt neun Straßenkilometer südöstlich von Rain, mit dem es über eine Gemeindeverbindungsstraße bis Etting und dann über die Kreisstraße DON 31 (bis Gempfing) und schließlich die Staatsstraße 2027 verbunden ist.

## Zugehörigkeit
Brunnen war ein Gemeindeteil von Etting und wurde mit dieser Gemeinde am 1. Januar 1975 im Zuge der Gebietsreform in Bayern in die Stadt Rain eingegliedert. Kirchlich gehörte die Einöde bis 1950 zur katholischen Pfarrei Bayerdilling und wurde dann nach Etting umgegliedert.

## Baudenkmäler
Die Katholische Marienkapelle, ein rechteckiger Satteldachbau mit eingezogenem Dreiseitschluss und Ecklisenen, erbaut 1898, ist in die amtliche Denkmalliste eingetragen. Sie steht unmittelbar beim Gehöft südlich der Gemeindeverbindungsstraße.